# Nid d'ange
Un nid d'ange est un sac de couchage d'intérieur pour bébé. Son unique ouverture supérieure (comme pour un sac de couchage ordinaire) le distingue de la turbulette (ou gigoteuse) qui s'ouvre en haut de vêtement avec des manches ou des bretelles. Sa capuche protège du froid la tête du bébé. Certains modèles sont compatibles avec les sièges-auto grâce à leurs ouvertures dédiées. Le choix de la taille est important pour limiter les risques d'étouffement.